# Naubolus micans
Naubolus micans är en spindelart som beskrevs av Simon 1901. Naubolus micans ingår i släktet Naubolus och familjen hoppspindlar. Inga underarter finns listade i Catalogue of Life.